# هونگانجی شرقی

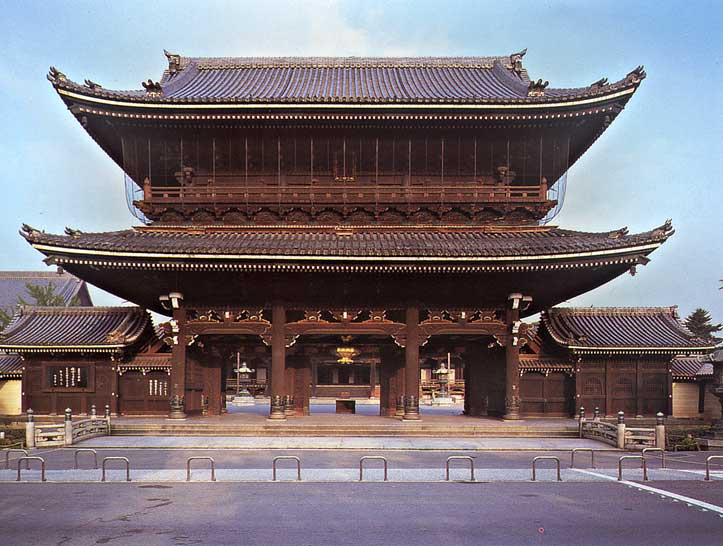
سر در هیگاشی هونگان-جی

هیگاشی هونگان-جی (به ژاپنی: 東本願寺 Higashi Hongan-ji) معبد اصلی یکی از دو زیر فرقهٔ عمده شین بودیسم (جودو شینشو) در ژاپن است. معبد اصلی زیر فرقهٔ دیگر نیشی هونگان-جی نام دارد. هیگاشی هونگان-جی نام معبدی در کیوتو است که در سال ۱۸۹۵ پس از آتش‌سوزی معبد قبلی ساخته شده است.